# Pogrzebany olbrzym
Pogrzebany olbrzym (oryg. The Buried Giant) – napisana w 2015 roku powieść brytyjskiego pisarza Kazuo Ishiguro, urodzonego w Japonii, wydana w Polsce w 2015.

## Zarys fabuły
Brytania po odejściu Rzymian. Małżeństwa Axl i Beatrice udają się w podróż w celu odnalezienia syna niewidzianego od lat.